# Astronomija u 1741.
◄◄ | ◄ | 1738. | 1739. | 1740. | 1741.  | 1742. | 1743. | 1744. | ► | ►►
Arhitektura • Astronomija • Biologija • Glazba • Kazalište • Kemija • Kiparstvo • Knjige • Književnost • Kršćanstvo • Medicina • Politika • Pravo • Promet • Slikarstvo • Znanost
Astronomija u 1741.

## Svijet

### Otkrića
- 6. prosinca: Iznad Sankt Peterburga u Rusiji prvi put uočen meteorski roj Andromedida.[1] Poslije se ustanovilo da prate putanju Bielina kometa, koji se 1846. godine raspao.[2][3][4]

## Vanjske poveznice
|  | Zajednički poslužitelj ima još gradiva o temi Astronomija u 1741. |